# Asura kangrana
Asura kangrana là một loài bướm đêm thuộc phân họ Arctiinae, họ Erebidae.